# Can Descals
Can Descals és una masia de Darnius (Alt Empordà) inclosa a l'Inventari del Patrimoni Arquitectònic de Catalunya.

## Descripció
Mas situat a un quilòmetre del poble, de considerables dimensions format per la juxtaposició, en diferents etapes constructives, de diversos volums que s'orienten a tramuntana. L'edifici principal és de planta rectangular i disposa de planta baixa i un pis. Tenim una petita escalinata flanquejada per unes baranes baixes en forma de volta als seus extrems. Per l'altra banda les obertures disposen de carreus ben escairats i grans enreixats en el cas de les finestres; al damunt de les llindes uns petits guardapols completen la decoració de les finestres. La façana es tanca a la seva part central superior amb un ull de bou i l'escut familiar dels Descals. A les cantonades de llevant i ponent observem dues grans torretes adossades que atorguen al casal uns elements de defensa davant qualsevol contingència bèl·lica -recordem que la presència de matacans i garites és ben freqüent a masies d'aquestes contrades.